# Liudvikas Sabutis
Liudvikas Sabutis (*  1. Februar 1939 in Klaipėda, Litauen) ist ein litauischer Jurist und Politiker, Staatsanwalt, ehemaliges Mitglied des Seimas und ehemaliger stellvertretender Justizminister Sowjetlitauens.

## Leben
Nach dem Hauptschulabschluss an der Mittelschule Kretinga absolvierte er 1957 die Schule für landwirtschaftliche Mechanisierung in Šilutė und arbeitete als Mechaniker und Fahrer. Von 1958 bis 1962 leistete er den Sowjetarmeedienst in Leningrad. 1973 absolvierte er das Diplomstudium der Rechtswissenschaften an der Vilniaus universitetas. Von 1974 bis 1979 war er Oberstaatsanwalt von Ignalina, von 1983 bis 1987 erster stellvertretender Generalstaatsanwalt Sowjetlitauens und von 1987 bis 1989 Generalstaatsanwalt Sowjetlitauens, danach sowjetlitauischer stellvertretender Justizminister.
Von 1990 bis 2012 (mit Pausen) war er Mitglied im Seimas.
Von 2001 bis 2004 war er Staatsanwalt in der Generalstaatsanwaltschaft Litauens.